# なつかしい土地の思い出
『なつかしい土地の思い出』（仏: Souvenir d'un lieu cher, 露: Воспоминание о дорогом месте）作品42は、ピョートル・チャイコフスキーが1878年の3月から5月にかけて作曲した、ヴァイオリンとピアノのための小品集。初演についての記録は残っていない。1896年にアレクサンドル・グラズノフによってオーケストレイションが施された。
以下の3つの作品から成り、全曲を演奏すると17分かかる。
1. 瞑想曲 Méditation （ニ短調）
2. スケルツォ Scherzo （ハ短調）
3. メロディ Mélodie （または「無言歌（仏: chant sans paroles）とも」。変ホ長調）

第1曲は、《ヴァイオリン協奏曲 ニ長調》の緩徐楽章（中間楽章）として構想され、作曲のため滞在中のスイスのクラランにおいて、1878年3月23日から25日にかけて作曲された。しかしながら、協奏曲の楽章とするには短すぎると判断し、その緩徐楽章には代わりにカンツォネッタが作曲された。
チャイコフスキーはロシアに帰国すると、5月16日にヴァイオリンとピアノのための小品集の作曲に取り掛かり、5月22日に弟モデストに仕事は順調だと伝えている。5月25日には、2週間のバカンスのため、庇護者ナジェージダ・フォン・メックの所有するウクライナのブライーロフ（ブライーリフ, Браїлів）にある別荘に向かい、そこで5月31日に作品を完成させた。なお、ブライーロフ滞在中には、《6つの歌曲》作品38を完成させ、《金口イオアンの聖体礼儀》作品41の全曲のスケッチをも手掛けている。
《ヴァイオリン協奏曲》の破棄された緩徐楽章が改作されて第1曲の「瞑想曲」となり、続いて「スケルツォ」と「メロディ」が作曲されて、作品全体を作り上げている。チャイコフスキーはこの曲集の自筆譜を、メック夫人に感謝のしるしとして贈ってしまったが、作品を出版するつもりでいたので、夫人に写譜を手配してくれるように頼み込んだ。譜面はメック家の使用人で後に娘婿となったヴワディスワフ・パフルスキの手で筆写され、楽譜出版社のユルゲンソンに送られた。1879年5月に、作品42として出版された。献辞は「B*******に献呈」 (Dédiés à B*******) となっているが、これはブライーロフ (Brailov) の地そのものを示唆したものと判ぜられる。
1880年に「瞑想曲」が単独で出版されると、それ以来、独立した楽曲として有名になった。「スケルツォ」と「メロディ」は1884年になって単独で出版されている。グラズノフの編曲による管弦楽伴奏版は、1896年にユルゲンソン社が出版しており、こちらのほうがことによると原曲よりも有名かもしれない。なお、オランダで活動したルーマニア出身の指揮者、ヴァイオリニストであるアレクサンドルー・ラスカエ（Alexandru Lascae, 1942年12月12日 - 2009年11月6日）は、ヴァイオリンと弦楽合奏のための編曲を行なっている。

## 註
1. ↑  Apple Hill Chamber Players
2. ↑  www.tatianaberman.com

## 参考資料・外部リンク
- Souvenir d'un lieu cher, Op.42の楽譜 - 国際楽譜ライブラリープロジェクト
- Tchaikovsky.research.net
- Answers.com